# Cabo de la Nao
El cabo de la Nao (cap de la Nau en valenciano) es uno de los cabos más característicos de toda la costa mediterránea española. Situado en el municipio de Jávea, está ubicado en el extremo sur del golfo de Valencia, y es fácilmente reconocible por ser el pico más oriental de la provincia de Alicante.

## Descripción
De agreste orografía, el cabo forma una costa acantilada muy accidentada de piedra caliza, bajo la cual se sitúan algunas pequeñas calas, con cuevas e islotes como la conocida Cova dels Orguens (una cavidad natural ya descrita por Cavanilles a finales del siglo XVIII).
También es un espacio muy utilizado para la práctica del submarinismo y los deportes náuticos. 

## Faro
El faro del Cabo de la Nao es uno de los principales de la costa mediterránea española. De sección octogonal, tiene una altura de 20 metros y está situada a unos 122 metros sobre el nivel de la mar. Su luz llega una distancia de 23 millas, cuya señal nocturna consiste en una serie continuada de destellos.
A pesar de que la obra se subastó el 1 de julio de 1914 (por un total de 68 212 pesetas), el faro entró en funcionamiento el 26 de mayo de 1928. Ese retraso se debió a que se tuvo que hacer una carretera para poder llevar los materiales, un vial que se empezó el 3 de julio de 1923, que comunicaba el faro del cabo de la Nao con el barrio de Aduanas.
Sobre el promontorio del cabo de la Nao, antes de que se construyera el faro, se realizaron el 29 de diciembre de 1902, las pruebas de telegrafía inalámbricas entre la península e Ibiza, con un sistema diseñado por el valenciano Julio Cervera.